# Myristica velutina
Espèce
Myristica velutina est une espèce de plantes de la famille des Myristicaceae.

## Liste des sous-espèces
Selon Catalogue of Life (11 avril 2019) :
- sous-espèce Myristica velutina subsp. breviflora
- sous-espèce Myristica velutina subsp. velutina

Selon Tropicos (11 avril 2019) :
- sous-espèce Myristica velutina subsp. breviflora W.J. de Wilde

## Publication originale
- Botanische Jahrbücher für Systematik, Pflanzengeschichte und Pflanzengeographie 67: 165. 1935.